# 金詮
金詮（1458年—1523年2月13日），本貫延安金氏。字仲倫（중륜），號懶軒（나헌），又号能人（능인），朝鮮王朝的時期儒學者和政治人物，士林派的成員。金宗直的門人，朝鮮王朝的議政府領議政（1520年-1523年）。諡號忠貞（충정）。
他是金悌男的曾祖父及朝鮮宣祖的繼妃仁穆王后的高祖父，朝鮮明宗時期領議政尹元衡的妻祖父。是權臣金安老的叔父及朝鮮中宗的適長女孝惠公主夫君金禧的從祖父。